# Sebastiano dall'Aquila
Sebastiano Foroli, più noto sia come Sebastiano dall'Aquila sia come Sebastiano Aquilano, in latino Sebastianus Aquilanus (L'Aquila, 1440 circa – 1510 circa), è stato un medico e umanista italiano.

## Biografia
Fra i sostenitori della medicina greca, ed esponente del neoplatonismo cristiano vicino alle tesi di Ficino, fu a Mantova dai Gonzaga e in seguito professore all'Università di Pavia fino almeno al 1485, prima di trasferirsi all'ateneo di Ferrara, dove insegnò a fasi alterne medicina e filosofia.
Qui, con il suo trattato De morbo gallico, che aveva elaborato e discusso nel 1497 (ma verrà pubblicato solo nel 1509 all'interno di un codice miscellaneo), prese parte alla cosiddetta disputa di Ferrara, contrapponendosi alle tesi del Leoniceno. Questi, infatti, aveva avviato il dibattito sulla sifilide, affermando che fosse una malattia sconosciuta, mentre l'Aquilano ne sosteneva la coincidenza con la già nota elefantiasi di Galeno, proponendo peraltro, come cura per le malattie veneree, l'uso del mercurio.
A cavallo tra la fine del XV e l'inizio del XVI secolo insegnò anche all'Università di Padova, dove scrisse un altro trattato, De febre sanguinea, relativo all'identificazione e alle cure di una malattia sconosciuta, da lui denominata appunto febbre sanguigna, che aveva provocato un temporaneo contagio. Ritornò, poi, dal 1502, a Ferrara, dietro raccomandazione di Cesare Borgia a Ercole d'Este.
Gli ultimi anni della sua vita, come pure i dati anagrafici (con l'eccezione del luogo di nascita), restano incerti.